# 하치사키촌
하치사키촌(鉢崎村)은 이시카와현 스즈군에 있던 촌이다. 현재의 스즈시의 동쪽에 해당한다.

## 역사
- 1889년 4월 1일 - 정촌제 시행에 의해 11개 촌의 구역을 가지고 스즈군 하치사키촌이 성립하였다.
- 1908년 8월 15일 - 미사키촌과 합병해, 새로운 미사키촌이 성립하여, 동일 하치사키촌은 폐지되었다.

## 참고문헌
- 角川日本地名大辞典 17 石川県